# Piper giordanoi
Piper giordanoi là một loài thực vật có hoa trong họ Hồ tiêu. Loài này được E.F.Guim. & D.Monteiro mô tả khoa học đầu tiên năm 2008.